# Stari Kot
Stari Kot je naselje v Občini Loški Potok.